# 11147 Delmas
11147 Delmas è un asteroide della fascia principale. Scoperto nel 1997, presenta un'orbita caratterizzata da un semiasse maggiore pari a 3,1220341 UA e da un'eccentricità di 0,1412047, inclinata di 7,42233° rispetto all'eclittica.